# Paco Alcácer
Francisco „Paco” Alcácer García (ur. 30 sierpnia 1993 w Torrent) – hiszpański piłkarz, występujący na pozycji napastnika w emirackim klubie Emirates Club, do którego jest wypożyczony z Szardża FC. W latach 2014–2019 występował w reprezentacji Hiszpanii. 
W swojej karierze występował m.in. w takich klubach jak: FC Barcelona, Borussia Dortmund, Valencia CF czy Villarreal CF.

## Kariera klubowa
Alcácer jest wychowankiem Valencii. W sezonie 2009/10, w wieku 16 lat zadebiutował w rezerwach, trafił trzy bramki w 15 spotkaniach, a jego drużyna spadła z trzeciej ligi. 11 listopada 2010 zadebiutował w pierwszej drużynie, przeciwko Logroñés w Pucharze Hiszpanii. 12 sierpnia 2011 trafił bramkę w meczu towarzyskim przeciwko Romie. Po meczu, gdy opuszczał stadion wraz z rodzicami, jego ojciec miał atak serca i upadł na ziemię. Pomimo 30 minutowej akcji ratowników, 44-letni mężczyzna zmarł. Paco powrócił do treningów po tygodniu. W sezonie 2012/13 przebywał na wypożyczeniu w Getafe CF. 30 sierpnia 2016 przeszedł z Valencii na zasadzie transferu definitywnego do FC Barcelony za 30 mln euro.
28 sierpnia 2018 został wypożyczony na sezon z FC Barcelony do Borussii Dortmund. W umowie została zawarta klauzula wykupu zawodnika przez niemiecki klub. W listopadzie Borussia skorzystała z niej i podpisała z Paco 5-letni kontrakt.
Ale gdy Borussia zakupiła na jego pozycję Erlinga Blauta Hålanda  30 stycznia 2020 został zawodnikiem hiszpańskiego Villarreal CF.

## Kariera reprezentacyjna
Paco Alcacer zadebiutował w seniorskiej reprezentacji Hiszpanii 4 września 2014 w towarzyskim meczu z Francją. Cztery dni później w swoim drugim występie podczas eliminacji Mistrzostw Europy 2016 zdobył debiutanckiego gola w reprezentacji w wygranym 5:1 meczu z Macedonią.

## Statystyki klubowe
(aktualne na dzień 22 maja 2022)
| Klub                     | Sezon            | Liga  | Liga | Puchar kraju | Puchar kraju | Europa | Europa | Inne  | Inne | Razem | Razem |
| Klub                     | Sezon            | Mecze | Gole | Mecze        | Gole         | Mecze  | Gole   | Mecze | Gole | Mecze | Gole  |
| ------------------------ | ---------------- | ----- | ---- | ------------ | ------------ | ------ | ------ | ----- | ---- | ----- | ----- |
| Valencia CF              | 2010/11          | —     | —    | 1            | 0            | —      | —      | —     | —    | 1     | 0     |
| Valencia CF              | 2011/12          | 3     | 0    | —            | —            | —      | —      | —     | —    | 3     | 0     |
| Valencia CF              | Razem            | 3     | 0    | 1            | 0            | 0      | 0      | 0     | 0    | 4     | 0     |
| Getafe CF (wyp.)         | 2012/13          | 21    | 3    | 3            | 1            | —      | —      | —     | —    | 24    | 4     |
| Getafe CF (wyp.)         | Razem            | 21    | 3    | 3            | 1            | 0      | 0      | 0     | 0    | 24    | 4     |
| Valencia CF              | 2013/14          | 23    | 6    | 3            | 1            | 11     | 7      | —     | —    | 37    | 14    |
| Valencia CF              | 2014/15          | 32    | 11   | 4            | 3            | —      | —      | —     | —    | 36    | 14    |
| Valencia CF              | 2015/16          | 34    | 13   | 3            | 2            | 9      | 0      | —     | —    | 46    | 15    |
| Valencia CF              | 2016/17          | 1     | 0    | —            | —            | —      | —      | —     | —    | 1     | 0     |
| Valencia CF              | Razem            | 90    | 30   | 11           | 6            | 20     | 7      | 0     | 0    | 120   | 43    |
| FC Barcelona             | 2016/17          | 20    | 6    | 4            | 2            | 3      | 0      | —     | —    | 27    | 8     |
| FC Barcelona             | 2017/18          | 17    | 4    | 3            | 2            | 2      | 1      | 1     | 0    | 23    | 7     |
| FC Barcelona             | Razem            | 37    | 10   | 7            | 4            | 5      | 1      | 1     | 0    | 50    | 15    |
| Borussia Dortmund (wyp.) | 2018/19          | 14    | 12   | 0            | 0            | 4      | 1      | 0     | 0    | 18    | 13    |
| Borussia Dortmund        | 2018/19          | 12    | 6    | 1            | 0            | 1      | 0      | 0     | 0    | 14    | 6     |
| Borussia Dortmund        | 2019/20          | 4     | 5    | 1            | 1            | 1      | 0      | 1     | 1    | 7     | 7     |
| Borussia Dortmund        | Razem            | 37    | 23   | 2            | 1            | 7      | 1      | 1     | 1    | 47    | 26    |
| Villarreal               | 2019/20          | 13    | 4    | 1            | 0            | —      | —      | —     | —    | 14    | 4     |
| Villarreal               | 2020/21          | 27    | 6    | 2            | 0            | 10     | 6      | —     | —    | 39    | 12    |
| Villarreal               | 2021/22          | 18    | 1    | 2            | 3            | 3      | 1      | 0     | 0    | 23    | 5     |
| Villarreal               | Razem            | 58    | 11   | 5            | 3            | 13     | 7      | 0     | 0    | 76    | 21    |
| Razem w karierze         | Razem w karierze | 309   | 119  | 28           | 15           | 45     | 16     | 4     | 2    | 386   | 152   |

## Sukcesy

### Valencia CF B
- Tercera División: 2010/2011

### FC Barcelona
- Mistrzostwo Hiszpanii: 2017/2018
- Puchar Króla: 2016/2017, 2017/2018
- Superpuchar Hiszpanii: 2018

### Borussia Dortmund
- Superpuchar Niemiec: 2019

### Reprezentacyjne
- Mistrzostwo Europy U-19: 2011, 2012

### Indywidualne
- Drużyna turnieju Mistrzostw Europy U-19: 2012